# Desuviats
Els desuviats (en llatí desuviates) eren un poble gal de la Narbonesa que només es coneix per una frase de Plini el Vell que diu: "regio Anatiliorum, et intus Desuviatium Cavarumque", (el país dels anatils entre els desuviats i els cavars).
Se suposa que els anatils vivien a la desembocadura del Roine, a la Camarga. Es coneix el lloc on vivien els cavars, a la regió del riu Durance. Probablement vivien entre el Durance i el Roine, i tenien a l'est als Salis (Salyes).